# بخش د کارمن د آرکو
بخش د کارمن د آرکو (به اسپانیایی: Partido de Carmen de Areco) یک منطقهٔ مسکونی در آرژانتین است که در استان بوئنوس آیرس واقع شده‌است. بخش د کارمن د آرکو ۱٬۰۸۰ کیلومتر مربع مساحت و ۱۳٬۹۹۲ نفر جمعیت دارد.